# سويتشرز
سويتشرز هو مسلسل تلفزيوني خيال وإثارة جزائري عُرض لأول مرة في (2013) على شاشة تلفزيون الجزائري.

## قصة
تدور أحداث المسلسل حول أمين، طالب جزائري يدرس البيولوجيا لكنه يعاني من ضعف في نتائجه الدراسية، مما يجعله عرضة لسخرية أستاذته. يعمل أمين في مطعم بيتزا لكسب مصروفه، لكن حياته تأخذ منحى جديدًا عندما تلتحق طالبة جميلة تدعى أنيسة بالجامعة، قادمة من فرنسا. يقع أمين في حبها، لكنه يواجه منافسة من زميله الوسيم، الثري والمجتهد.
يسعى أمين للتواصل مع أنيسة عبر فيسبوك، لكنه لا يملك هاتفًا ذكياً بسبب غلاء الأسعار. وفي إحدى الليالي، يلتقي بشيخ غريب الأطوار يحتاج لمساعدة في حمل حقيبته، فيساعده أمين، ليهديه الشيخ هاتفًا سحريًا يمكنه من تغيير شكله إلى أي شخص يريده. باستخدام هذا الهاتف، يتمكن أمين من كسب ثقة أنيسة والتأثير في حياته وحياة زملائه، مما يقلب نظرته ونظرة المجتمع نحوه، من شاب فاشل إلى شخص ناجح يحظى بالاحترام. بمساعدة أنيسة، يستعيد أمين ثقته بنفسه ويتجاوز فشله الدراسي، محققًا تحولًا كبيرًا في حياته.

## الممثلون
البطولة
- أحمد زيتوني
- يوسف مزياني
- إسلام ڨادوش
- سميرة صحرواي
- حامو أحمد لخضر
- سهيلة معلم
- سامي زبيلة
- يزيد مسكيني
- هدى حبيب
- نورة بن ناصر
- عزيز بوكروني

وعدة نجوم وممثلين جزائريين

## روابط خارجية
- سويتشرز على موقع IMDb (الإنجليزية)